# Gerben Löwik
Gerben Mijnheer Löwik (Vriezenveen, 29 giugno 1977) è un ex ciclista su strada olandese.

## Palmarès

### Strada
- 1998 (Giant-Löwik, una vittoria)

ZLM Tour
- 1999 (Giant-Löwik, una vittoria)

6ª tappa Sachsen-Tour International (Dresda > Dresda)
- 2003 (Bankgiroloterij, cinque vittorie)

Grote Prijs Stad Vilvoorde
2ª tappa Deutschland Tour (Altenburg > Kronach)
Classifica generale Ster Elektrotoer
1ª tappa Circuit Franco-Belge (Cuesmes > Lessines)
Classifica generale Circuit Franco-Belge
- 2004 (Chocolade Jacques-Wincor Nixdorf, due vittorie)

Noord Nederland Tour
Classifica generale Tour de la Région Wallonne

#### Altri successi
- 1998 (Giant-Löwik)

Ronde van Zuid-Oost Friesland
- 2003 (Bankgiroloterij)

Classifica a punti Grand Prix Erik Breukink
Classifica a punti Ster Elektrotoer
- 2004 (Chocolade Jacques-Wincor Nixdorf)

Criterium Hengelo

## Piazzamenti

### Grandi Giri
- Giro d'Italia

2008: 116º
- Tour de France

2005: ritirato (14ª tappa)
- Vuelta a España

2000: 117º

### Classiche monumento
- Milano-Sanremo

2005: ritirato
- Giro delle Fiandre

2003: ritirato
2004: ritirato
2005: ritirato
2009: 21º
- Parigi-Roubaix

2001: 44º
2004: ritirato
2009: ritirato
- Liegi-Bastogne-Liegi

2005: ritirato
2009: ritirato
- Giro di Lombardia

2006: 22º
2009: 99º

### Competizioni mondiali
- Campionati del mondo

Hamilton 2003 - In linea Elite: 26º
Verona 2004 - In linea Elite: ritirato
Salisburgo 2006 - In linea Elite: 20º